# Палаццо Эриццо-Нани-Мочениго
Палаццо Эриццо-Нани-Мочениго (итал. Palazzo Erizzo Nani Mocenigo) — дворец в Венеции, расположенный в районе Сан-Марко, с видом на Гранд-канал, между Палаццо Контарини-делле-Фигуре и Палаццо да-Лецце. Построен в 1480 году в готическом стиле, в 1537 году перешёл к знатному венецианскому семейству Мочениго.

## Галерея

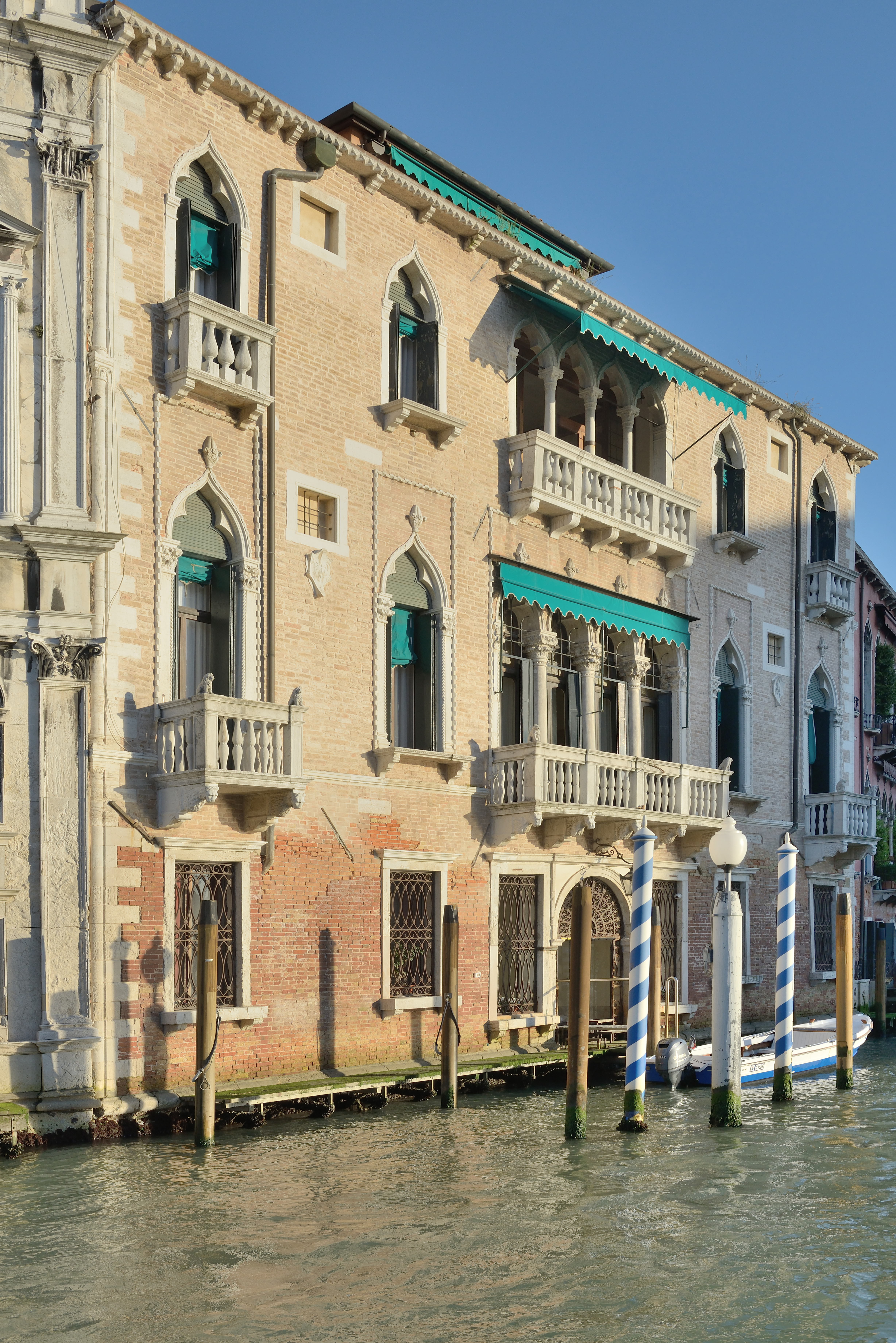
Фасад дворца
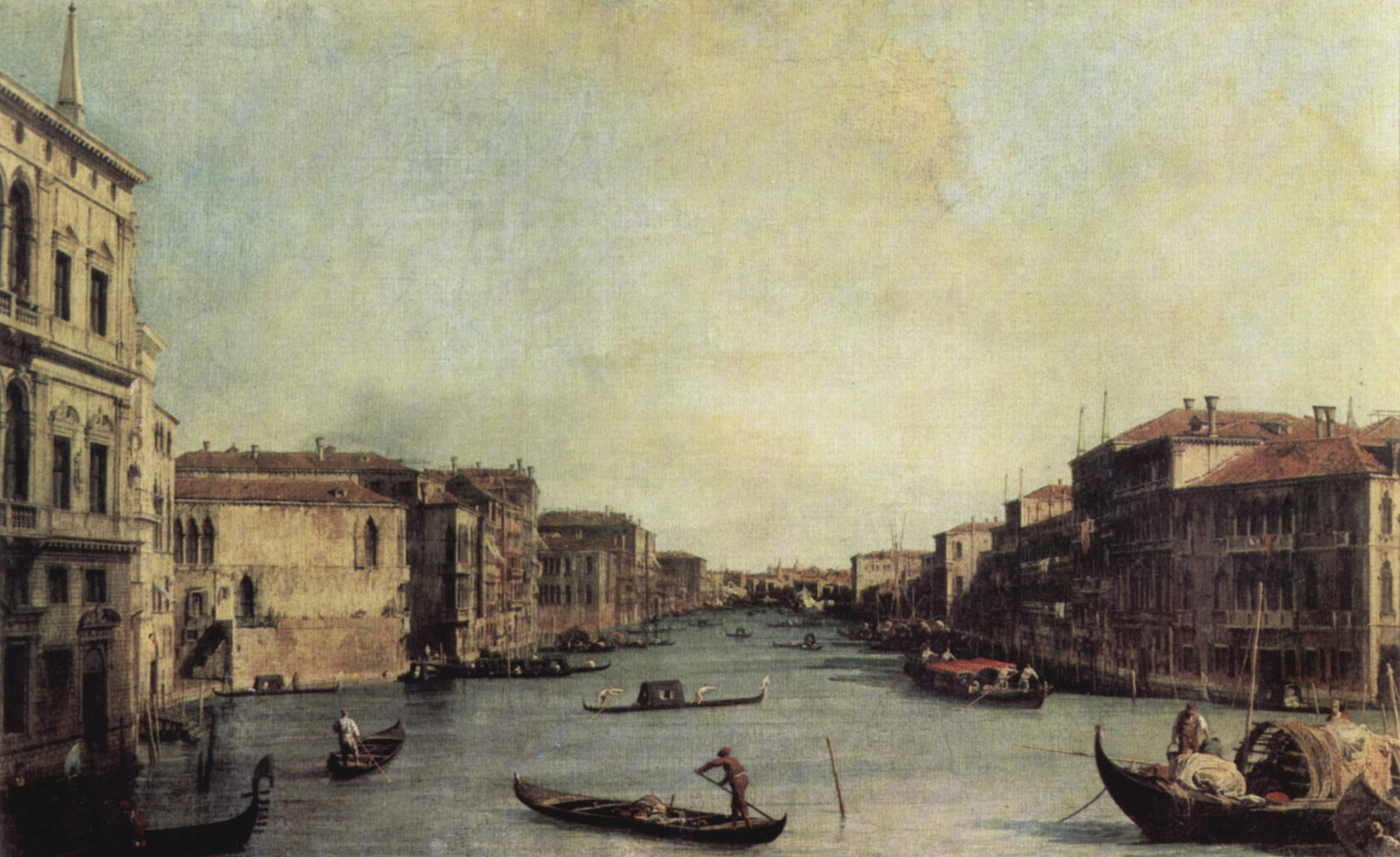
Гранд-канал (рисунок Каналетто, 1728). Дворец на правой стороне.
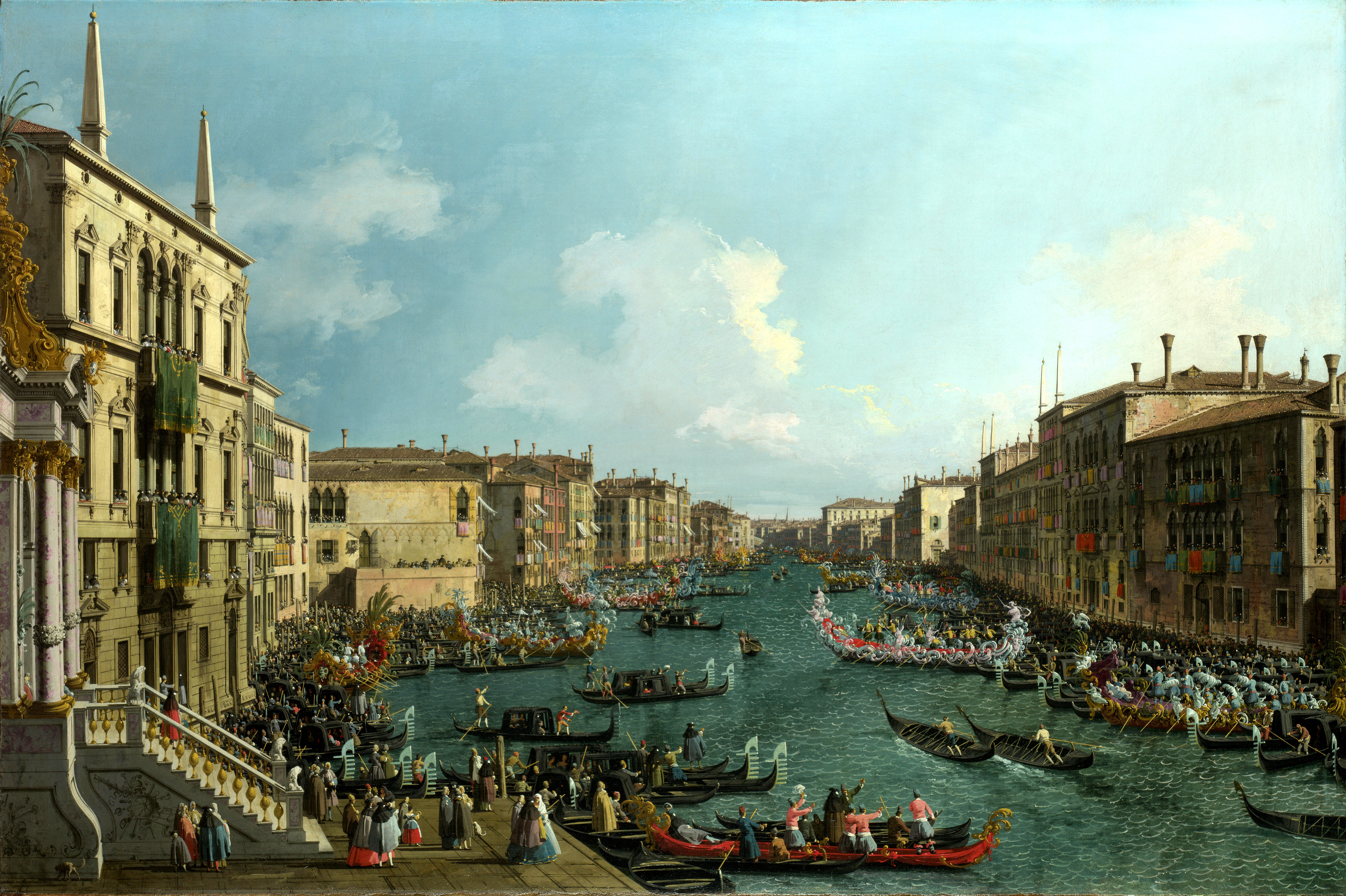
Регата на гранд-канале (рисунок Каналетто, 1740)
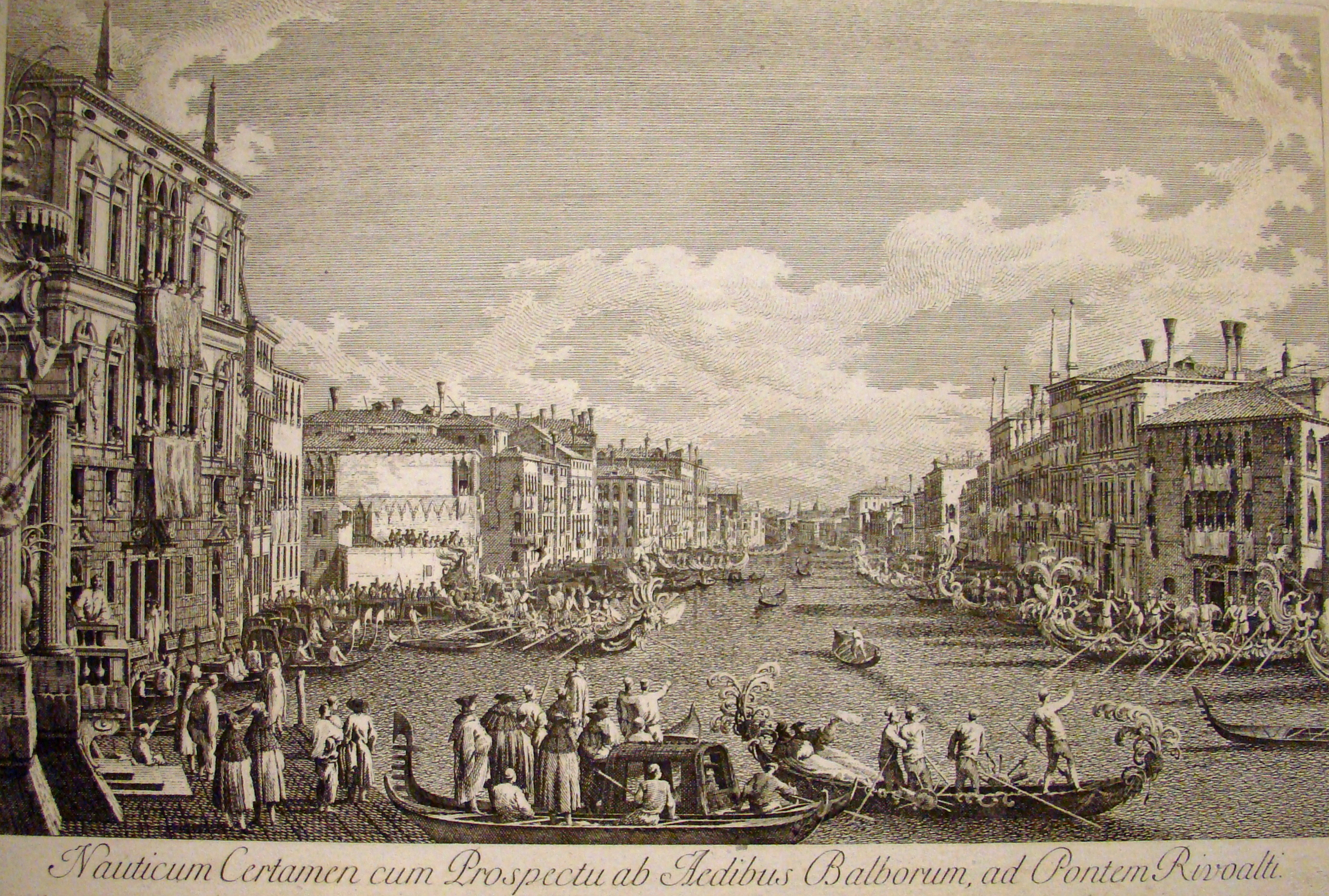
Гравюра Каналетто

## См.также
- Список дворцов Венеции